# 波拘陀·迦旃延
波浮陀·伽旃延(Pakudha Kaccāyana)，或譯為“迦羅鳩駄·迦旃延”、“犎·迦多衍那”，生於印度，出身婆羅門種姓，是與大雄和佛陀同時代的一位沙門導師，佛教將其歸入六師外道。
學術界按南傳佛教記載，將七身説認定為他的觀點，即有地身、水身、火身、風身、樂、苦和命，並且七身不相互“觸礙”。

## 佛敎的看法

### 佛教典籍相關記載
《長部·沙門果經》記載的波浮陀伽旃延的觀點，亦見於《雜阿含經·一六一經》：
|  | 爾時，世尊告諸比丘：何所有故？何所起？何所繫著？何所見我？令諸眾生作如是見、如是說，謂七身非作、非作所作，非化、非化所化，不殺，不動，堅實。何等為七？所謂地身、水身、火身、風身、樂、苦、命。此七種身非作、非作所作，非化、非化所化，不殺，不動，堅實，不轉，不變，不相逼迫。若福、若惡、若福惡，若苦、若樂、若苦樂，若士梟士首，亦不逼迫世間。若命、若身、七身間間，容刀往返，亦不害命。於彼無殺、無殺者，無繫、無繫者，無念、無念者，無教、無教者。 |

《長阿含經·沙門果經》記載了波浮陀伽旃延所持有的兩個觀點，分別見於《雜阿含經·一五五經》和《雜阿含經·八一經》等，《長部·沙門果經》記載二者為末伽梨·瞿舍羅的觀點。

### 部派佛教典籍相關記載
迦多衍尼子所寫的《發智論》判定的七身的見解為邊執見，常見所攝。
《大毘婆沙論》記載波浮陀伽旃延所持有的觀點為：「一切士夫所受，皆是無因無緣。」

### 大乘佛教典籍相關記載
《大般涅槃經》宣稱迦羅鳩馱迦旃延是崇信大自在天的外道，並且將其觀點解釋為：「大自在天，能生諸法。」
由於該教典上關於迦羅鳩馱迦旃延的記載與其他典籍的相關記載有嚴重出入，因此有意見認為迦羅鳩馱迦旃延是與波浮陀伽旃延不同的另一個宗教領袖。波浮陀伽旃延是七身説的提出者，他認為七身不是被造創出來的，而且他不認為有創物主，迦羅鳩馱迦旃延則是自在天外道的領導者，他相信大自在天是諸法的源頭。